# Bilac
Bilac é um município brasileiro do oeste do estado de São Paulo, localizado na região de Araçatuba, distante 540 km da capital do estado.

## História
A colonização da região teve início em 1917 com um loteamento de uma gleba da "Brazil Plantation Sindical", formando o povoado de "Córrego da Colônia". Membros da Sociedade Vila Conceição, composta por imigrantes japoneses atraídos pelo solo fértil da região adquiriam as terras, onde vários imigrantes japoneses que trabalhavam nas fazendas de café vieram se estabelecer. Posteriormente famílias italianas e espanholas também se estabeleceram ali.
Dado o progresso da agricultura e o desenvolvimento econômico, em 10 de fevereiro de 1923, a Câmara Municipal de Birigui elevou o povoado à condição de Vila, com a denominação de Vila Nossa Senhora da Conceição, em homenagem à padroeira local. E em 18 de abril de 1925, foi oficializada da escritura de doação para o patrimônio, data considerada aniversário do município.
E a continuidade do progresso e crescimento da vila seguiram, em 1928 foi instalado o cemitério público e em 1930 o Distrito Policial. 
Em 18 de agosto de 1933 a vila foi elevada a Distrito, que devido ao grande número de descendentes nipônicos, adotou a denominação "Nipolândia".
Ainda no ano de 1933 foi instalado o Cartório de Paz mais tarde em 1º de novembro 1936, por decreto de D. Henrique Fernando Cezar Mourão, foi elevada à categoria de paróquia, sendo seu primeiro vigário, o padre José Piedade Bayon.
Devido aos problemas nas relações entre Brasil e Japão, por causa da proximidade da Segunda Guerra Mundial, em 30 de novembro de 1938, o distrito foi renomeado, em homenagem ao poeta Olavo Bilac.
Com intuito de convencer o então Interventor Federal no estado de São Paulo, Dr. Fernando Costa, da necessidade de emancipação política do distrito, foi constituída uma comissão composta pelo Dr. Luiz Gomes Rodrigues, Coriolando Pompeu Filho, Narbor Pontes, Vitor Garcia, João Pelizaro, Vigário José Piedade Bayon e Nelson Urbano Cursinho, que elaborou e apresentou um memorial que destacava o desenvolvimento agrícola, demográfico e econômico atingido pelo Distrito, além do descontentamento da população local pelo pouco interesse que o interventor dispensava a Bilac.
E então aos 30 dias do mês de novembro de 1944, pelo Decreto nº 14.334, o distrito  foi elevado à categoria de Município de Bilac, instalado em 1º de Janeiro de 1945. 
Através da Lei Estadual nº 5.121, de 31 de dezembro de 1958, Bilac é elevado à comarca, que somente veio a ser instalada em 21 de novembro de 1965.

## Geografia
Localiza-se a uma latitude 21º24'12" sul e a uma longitude 50º28'14" oeste, estando a uma altitude de 431 metros. Sua população estimada em 2004 era de 6 410 habitantes.

### Rodovias
- SP-461
- SP-463

## Infraestrutura

### Comunicações
O sistema de telefones automáticos foi inaugurado na cidade em 1979 pela Telecomunicações de São Paulo (TELESP), que também implantou o sistema de discagem direta à distância (DDD) em 1986 com o código de área (0186). Anteriormente a cidade era atendida pela Cia. Telefônica Rio Preto, empresa administrada pela Companhia Telefônica Brasileira (CTB).
Na década de 90 o código DDD da cidade foi alterado para (018), para padronização do sistema telefônico com a telefonia celular que estava sendo implantada em todo o estado.

## Religião
O Cristianismo se faz presente na cidade da seguinte forma:

### Igreja Católica
- A igreja faz parte da Diocese de Araçatuba.[15]

### Igrejas Evangélicas
- Assembleia de Deus Ministério do Belém.[16][17]
- Congregação Cristã no Brasil.[18]
- Igreja Batista